# Marco Antonio Antimaco
Marco Antonio Antimaco (Mantova, 1473 circa – Ferrara, 1552) è stato un umanista, letterato e traduttore italiano, dedito principalmente all'insegnamento e alla traduzione dal greco.

## Biografia

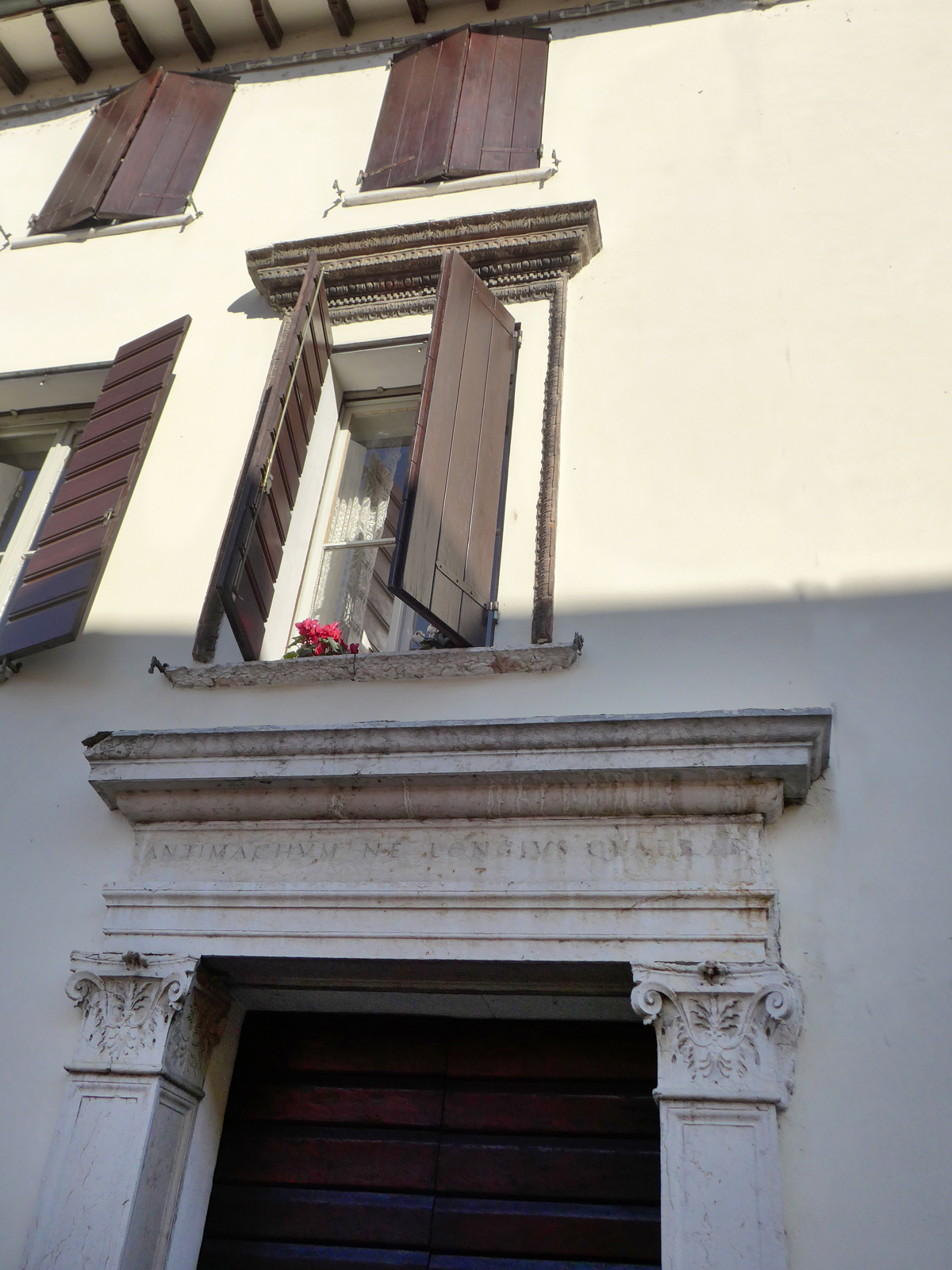
Mantova, casa di Marco Antonio Antimaco. Sull'architrave è inciso: ANTIMACHVM NE LONGIVS QVAERAS (Non cercare Antimaco più lontano).

Antimaco nacque a Mantova. Suo padre, che aveva ricevuto a sua volta un'educazione letteraria, lo mandò ancor giovane in Grecia, dove egli trascorse circa cinque anni a studiare il greco sotto gli insegnamenti di un maestro di Sparta, Giovanni Mosco. 
Ritornato in Italia, aprì a Mantova una scuola di lingua greca e belle lettere che divenne poi molto famosa. In seguito si spostò a Ferrara, dove diede vita a un'iniziativa analoga, e dove morì nel 1552.
Oltre che insegnante, fu anche traduttore di varie opere della letteratura greca, che furono pubblicate a Basilea nel 1540, insieme a un'orazione in lode della letteratura greca. Fu anche autore di alcune opere poetiche in latino, alcune delle quali furono pubblicate, mentre altre si sono conservate in manoscritto.
Matteo Mafredini da Sacchetta, detto Antimaco, padre di Marco Antonio, ricoprì la carica di segretario del marchese di Mantova Francesco II Gonzaga, dal quale ebbe in donazione terreni appartenenti al complesso agrario della Corte Villabella di Marmirolo.